# Halte De Hoef
Halte De Hoef is een voormalige spoorweghalte bij Oude Spoorbaan in De Hoef aan de Spoorlijn Uithoorn - Alphen aan den Rijn. De halte werd geopend op 1 augustus 1915 en gesloten op 1 januari 1936.
Het haltegebouw (nr. 54) dateert van 1915, en werd gesloopt rond 1980. Het werd gebouwd naar ontwerp van het het Standaardtype HESM (III).
De nabijgelegen brugwachterswoning (nr. 55) bestaat nog, tegenwoordig wordt het pand als woonhuis gebruikt.